# Tilas stoll
Tilas stoll är en gruvgång (stoll) vid Högbergsfältet nära Persberg, strax öster om Filipstad i Värmland. Gruvgången är ett av de mest populära besöksmålen i Filipstads kommun.

## Historia
Tilas stoll anlades omkring 1767 och drevs av två gruvdrängar. Arbetet finansierades med medel ur gruvfondkassan, men satsningen visade sig i slutändan vara olönsam.
Den är namngiven efter bergsrådet friherre Daniel Tilas (1712–1772).

## Säkerhet
Tilas stoll är omgärdad av stängsel, men trots detta har turister tagit sig förbi avspärrningarna. Utanför det avgränsade området finns risk att falla ner i schaktet. Den uppförda skyddsrampen fungerar också som skydd mot fallande sten, is och grenar ovanifrån.